# Inderapura
Inderapura is een bestuurslaag in het regentschap Zuid-Pesisir van de provincie West-Sumatra, Indonesië. Inderapura telt 4016 inwoners (volkstelling 2010).